# Fomm ir-Riħ
Fomm ir-Riħ är en ort på Maltas västkust. I och omkring orten finns branta klippor, klapperstenar och en ovanlig bergsveckling (synklin). Orten är också känd för sina maltesiska färskvattenskräftor. 